# José Ignacio de Urrutia
José Ignacio de Urrutia fue un arquitecto español, nacido en la localidad vizcaína de Lequeitio, en 1750.
Fueron sus padres, José de Urrutia, de (Irún, Guipúzcoa) y Micaela de Chopitea de Lequeitio.
Contrae matrimonio con Magdalena de Lezarraburu en febrero de 1783 y fallece el 13 de marzo de 1783, en la Colegiata de Zenarruza al desprenderse el balcón de la nueva casa abacial realizada en la misma. Tenía 31 años y fue enterrado en el propia colegial

## Obra
También apreciable pintor.
En 1782 diseño el tabernáculo de la Colegiata de Zenarruza, no conservado.
- Datos: Q5940616